# 올림픽 오벌

북동쪽에서 본 경기장 내부 모습

올림픽 오벌(영어: Olympic Oval)은 캐나다 캘거리에 있는 스피드 스케이팅 경기장이다. 1988년 동계 올림픽을 위해 지어진 이 경기장은 현재 캐나다 스피드 스케이팅 대표팀의 공식 훈련 센터로 쓰이고 있다. 캘거리 대학교 캠퍼스 안에 있다.